# بنكوي خليلي (مقاطعة فراشبند)
بنكوي خليلي (بالفارسية: بنکوی خلیلی) هي قرية تقع في قسم آويز الريفي في إيران. يقدر عدد سكانها بـ 0 نسمة بحسب إحصاء 2016.